# 昆陽演習

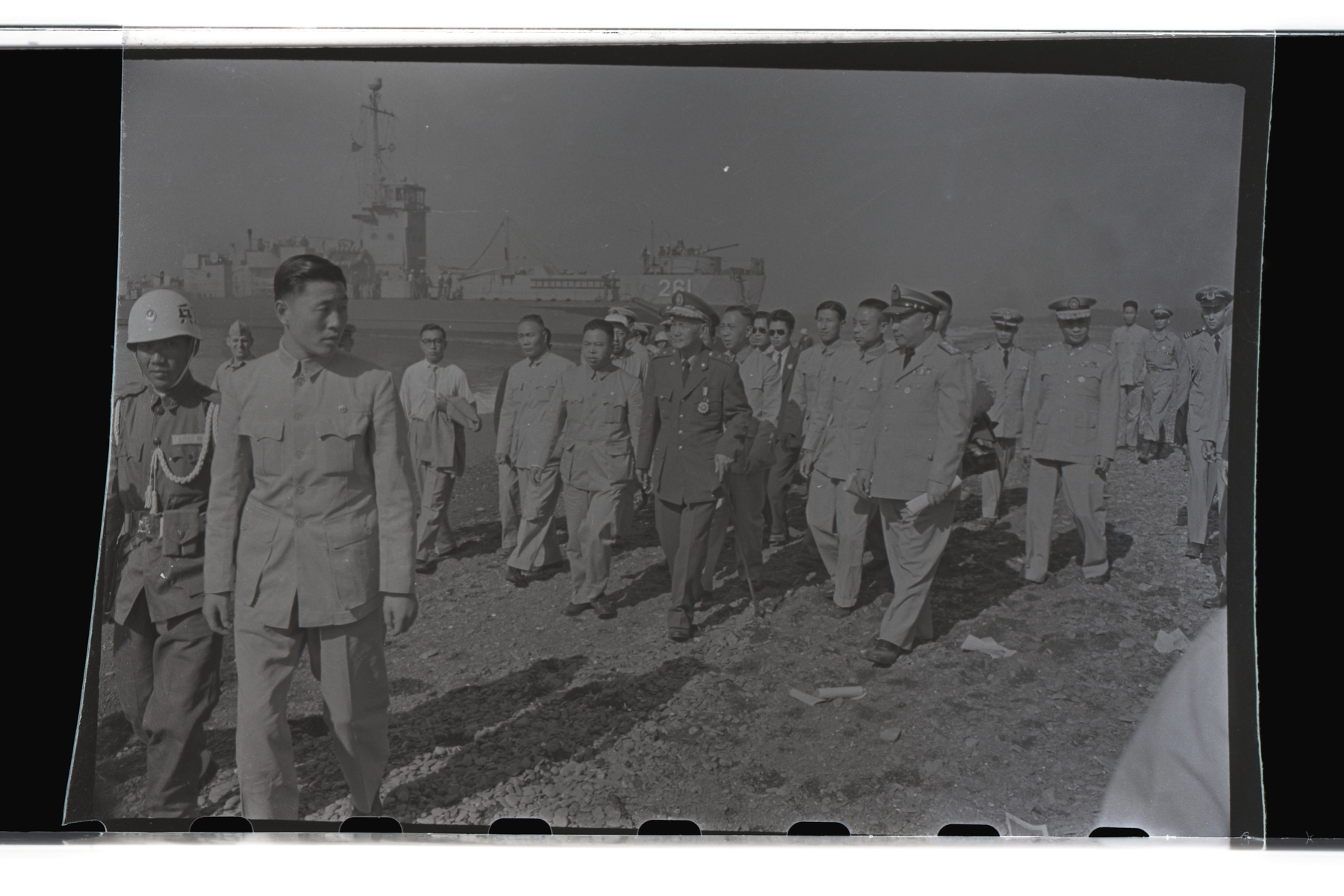
蔣中正檢閱昆陽演習

昆陽演習是中華民國舉行的一次軍事演習。此次演習是當時历年来中華民國國軍规模最大的演习。中華民國46年（1957年）11月28日上午7時40分，中華民國陸軍、中華民國海軍、中華民國空軍在台灣南部的海岸（嘉义、台南、高雄）舉行昆陽演習，此次演習以陆军为主， 陸軍第二軍團司令部司令刘安祺中將在演习中担任反攻联军总司令。時任中華民國總統蔣中正在時任中華民國參謀總長王叔銘上將、陸軍總司令彭孟緝上將、海軍總司令梁序昭上將、空軍總司令陳嘉尚上將、總統府戰略顧問委員會主任委員何應欽上將、副主任委員白崇禧上將、顧祝同上將等國軍將領陪同下到場視察並觀看軍事演習
12時國軍登陸成功，午後仍有艦隊搶灘登陸，並鞏固灘頭陣地。總統蔣中正親自校閱中華民國海軍陸戰隊搶灘登陸演習。

## 假想登陸地點
当时中華民國國軍计划主力在金门对岸的围头登陆，此外，潮汕、青岛都是假想登陆点。